# QueenDomCum
QueenDomCum è il sesto album in studio della rapper statunitense Khia, pubblicato il 7 luglio 2016 dalla Thug Misses Entertainment.

## Tracce
1. QueenDomCum – 0:51
2. Think I'm Playing – 3:30
3. Miss Good Pussie – 0:48
4. YumYum Sauce – 6:09
5. Khia's Diner – 0:59
6. Cherry Pie – 3:44
7. Rush Hour – 1:32
8. Snap Chat – 3:21
9. Bitch Ass N***a I'm on the Beach – 1:14
10. I Like That – 3:44
11. The Queens Court – 2:12
12. When I See Ya – 3:13
13. One Call That's All – 0:25
14. BackWoods – 0:25